# Seres (automobile)
Seres (formerly SF Motors) este o marcă de vehicul electric comercializat de Seres Group (fostul Chongqing Sokon Industry Group). Câteva dintre filialele lor sunt, de asemenea, numite „Seres”:
chineză: 赛力斯汽车有限公司; literal: „Seres Automobile Co., Ltd.”(fostul Chongqing Jinkang New Energy Automobile Co., Ltd.) este o filială de cercetare și dezvoltare și producție cu sediul în China.
O filială americană SF Motors Inc.,,numit uneori Seres, cu sediul în Santa Clara, California, reprezintă afacerea Jinkang New Energy Automobile în SUA. SF Motors Inc. a înființat mai multe R&D facilități și este în proces de proiectare și producere a unei linii de vehicule electrice din SUA. Compania a amânat lansarea unui produs din SUA și a concediat sute de lucrători, inclusiv 90 de oameni din studioul său de design. Compania este în parteneriat cu o serie de furnizori de automobile și tehnologie.

## In China

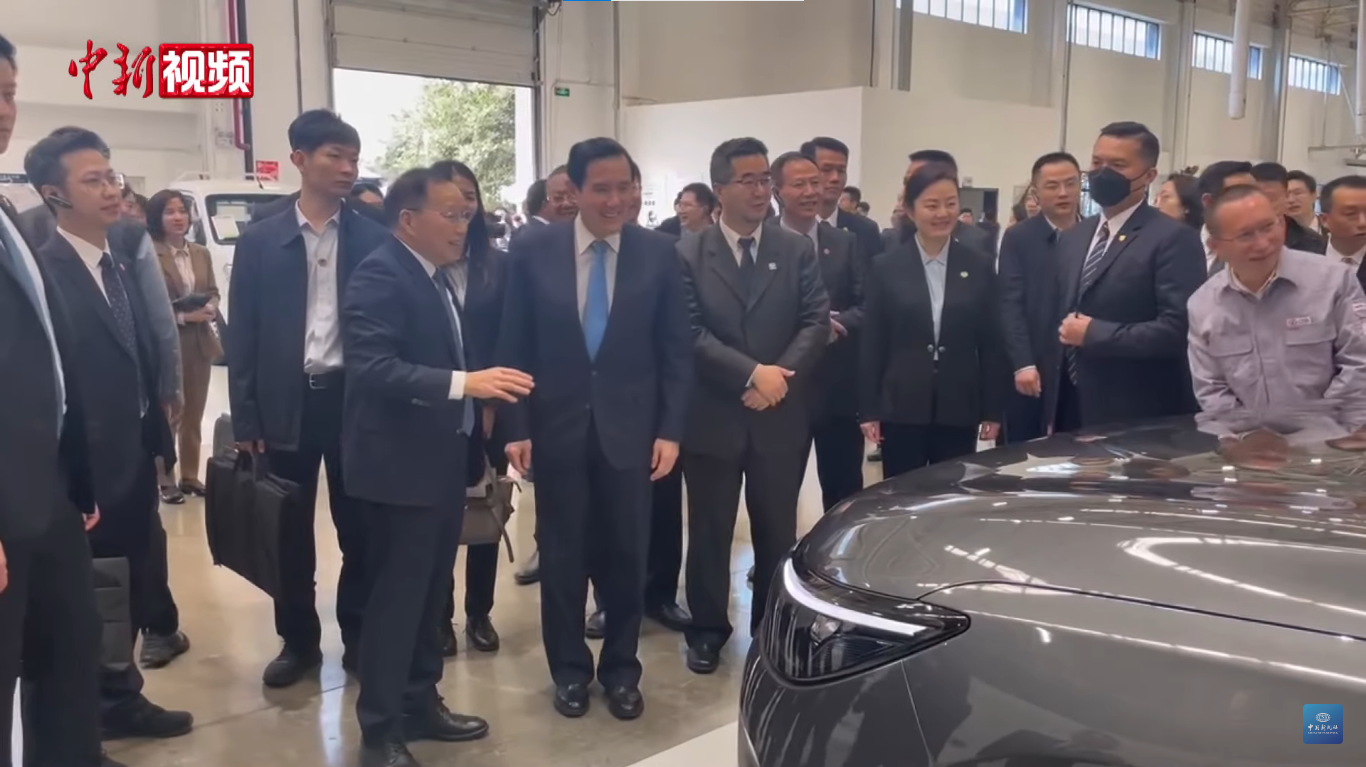
Ma Ying-jeou visit Seres factory in China

### Cronologie
- În aprilie 2021, Seres a lansat un SF5 actualizat, începând un parteneriat cu Huawei, care a participat la dezvoltarea vehiculului și vinde mașinile prin magazinele Huawei.[11][12] Potrivit unor surse citate de Reuters, Huawei căuta să preia Seres de la compania sa-mamă Chongqing Sokon, dar Huawei a negat că are planuri pentru o astfel de achiziție.[13]
- În martie 2023, marca Aito a fost redenumită Huawei Aito pentru o scurtă perioadă de timp[14] înainte ca Huawei să emită că toate materialele promoționale legate de Huawei vor fi eliminate pe 1 aprilie din magazinele Aito.[15]

## SF Motors Inc.

### Facilități de producție/R&D
SF Motors Inc. a fost fondată în Santa Clara, California, în ianuarie 2016, ca o companie axată pe producerea de vehicule electrice. La începutul anului 2017, compania-mamă a SF Motors, Sokon Industry Group, a primit permise de producție de la guvernul chinez pentru a produce vehicul electric.
Compania a stabilit șapte unități de cercetare și dezvoltare în patru țări, inclusiv SUA, China, și Germany, cu Japonia vine online în curând. Odată cu înființarea unui centru de cercetare și dezvoltare în Ann Arbor zona din Michigan; Seres colaborează și cu centrul de inovare Mcity al Universității din Michigan, care este dedicat conducerii transformării către vehicule conectate și automatizate. SF Motors a găzduit primul său University of Michigan-Seminar de conducere autonomă Sokon în august 2017. 
În 2017, SF Motors a finalizat achiziția AM General Uzina de asamblare comerciala in Mishawaka, Indiana, făcându-l singurul Vehicul electric compania la acea vreme să aibă unități de producție atât în SUA, cât și în China. Va fi prima fabrică de producție din SUA care este deținută în totalitate de SF Motors. Achiziția include păstrarea a aproximativ 430 de angajați la unitate care au ajutat anterior la construirea de vehicule pentru ambele Mercedes-Benz și Hummer.

### Cronologie

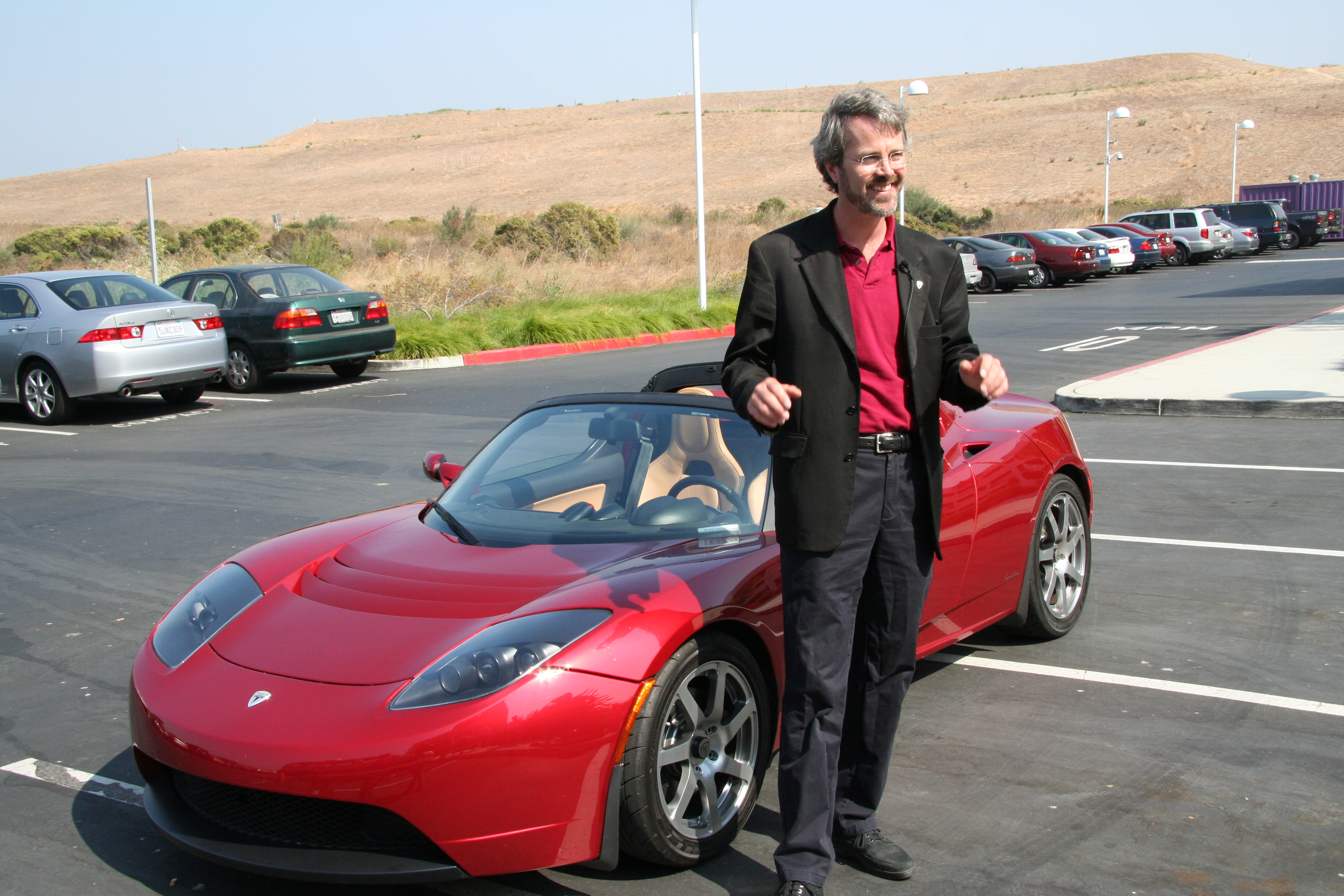
Chief Scientist Martin Eberhard.

- 28 ianuarie 2016 — SF Motors a fost fondată în Silicon Valley, California
- Septembrie 2016 - Co-fondator Tesla Martin Eberhard sa alăturat SF Motors în calitate de consilier strategic
- Ianuarie 2017 — Compania-mamă a SF Motors (Sokon Industry Group) a acordat permis de producție de la guvernul chinez pentru a produce vehicule electrice
- Martie 2017 — SF Motors deschide sediul central în Silicon Valley. Imobilul dispune de garaj cu EV Stație de încărcare
- Aprilie 2017 — Compania-mamă a SF Motors, Sokon Motors și Universitatea din Michigan anunță planurile de a înființa Centrul de Cercetare Michigan-Sokon
- Iunie 2017 - SF Motors anunță planurile de a achiziționa o fabrică de asamblare auto comercială în Mishawaka, Indiana din AM General Unde Hummer H2 SUV-urile au fost construite anterior.[20]
- Iulie 2017 — SF Motors găzduiește prima întâlnire a parteneriatului global la sediul său din Silicon Valley
- Iulie 2017 — SF Motors înființează un centru de cercetare a condusului inteligent la Beijing
- August 2017 — SF Motors găzduiește primul seminar de conducere autonomă de la Universitatea din Michigan-Sokon
- Septembrie 2017 – Compania-mamă a SF Motors a acordat permisiunea guvernului chinez de a emite obligațiuni convertibile în valoare de până la 1,5 miliarde RMB pentru SF Motors
- Octombrie 2017 — SF Motors a anunțat achiziția InEVit Inc., o startup de modularizare a bateriei pentru vehicule electrice condusă de Martin Eberhard, lider al industriei și co-fondator al Tesla, care s-a alăturat companiei în calitate de om de știință șef și vicepreședinte al consiliului de administrație al SF Motors.[21]
- Martie 2018 — SF Motors își dezvăluie mașinile, două vehicule utilitare sport complet electrice, SF5 compact și SF7 de mărime medie.[22]
- Iulie 2019 – Planurile de asamblare a primului vehicul al companiei, un SUV numit SF5, au fost oprite pentru piața din SUA. Planurile de asamblare și vânzare de SF5 în China continuă neschimbate. La sediul companiei din California au fost anunțate disponibilizări.[23]
- În aceeași lună, Autocar ra raportat că firma era în căutarea British parteneri pentru a produce vehicule electrice pentru SF Motors. SF Motors va servi ca furnizor și va furniza motoare electrice și pachete de baterii oricăror potențiali parteneri.[24]

### Conducere
- John Zhang — CEO
- Yifan Tang — CTO

## Produse

### Seres
Seres este o marcă de vehicul electric comercializat de Seres Group.
- Seres 5/SF5 (2019-prezent), SUV compact
- Seres 3/E3 (2020-prezent), SUV compact, rebadged Fengon E3[25][26]
- Seres E1 (2022-prezent), mașină de oraș, rebadged Fengon Mini EV

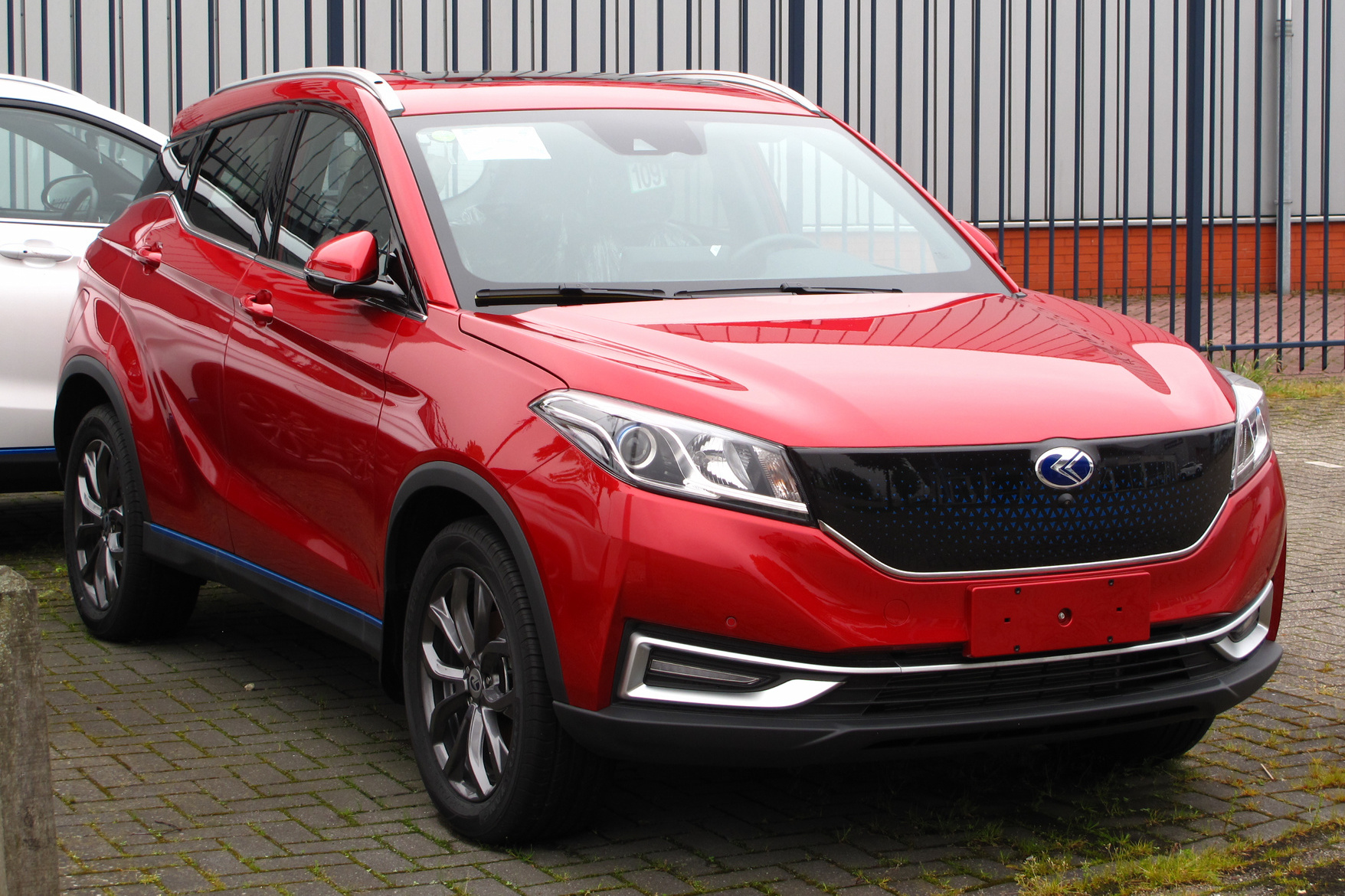
Seres 3
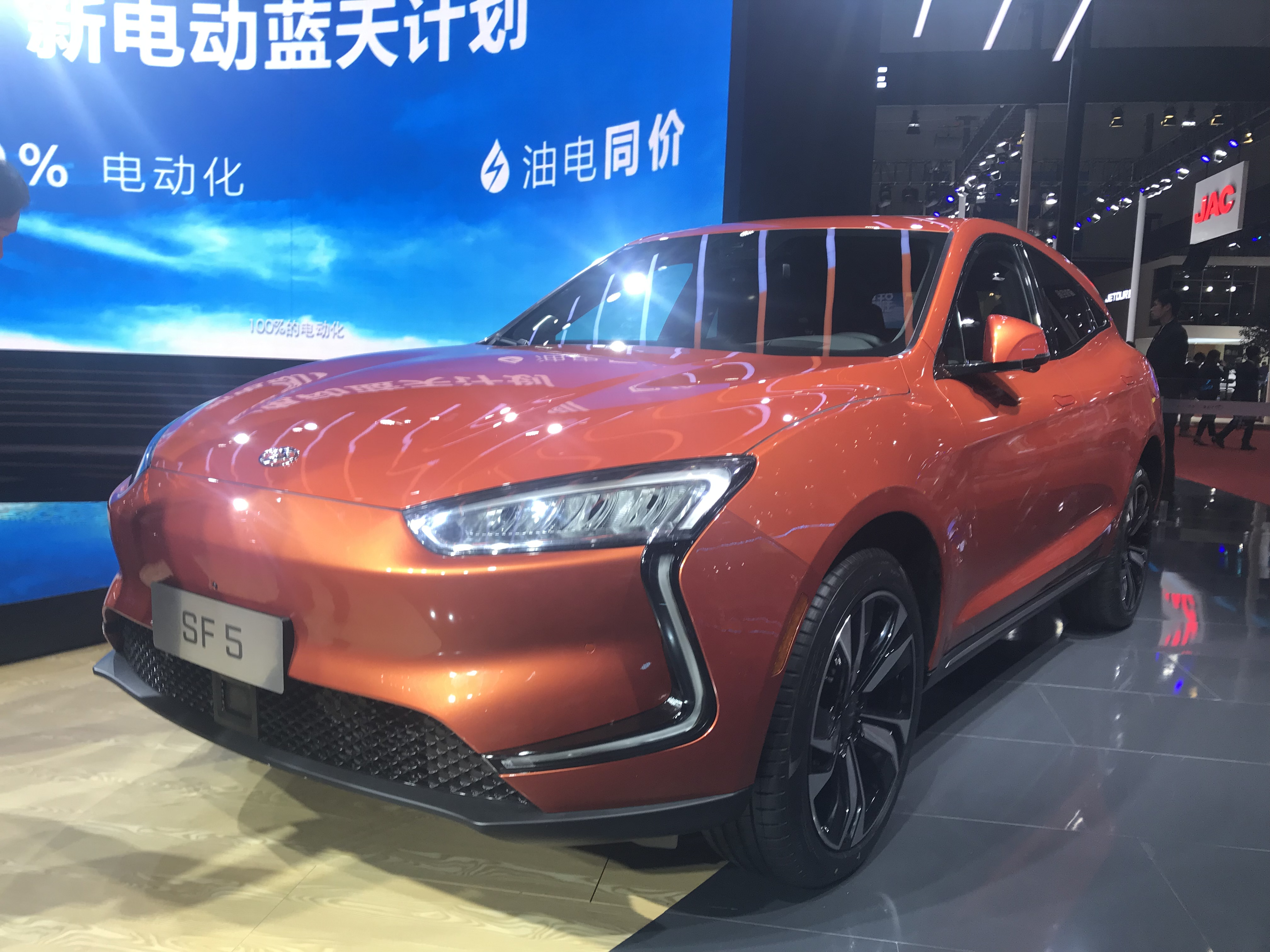
Seres SF5

### AITO (modele realizate de Seres)
AITO este un brand Seres Automobile colaborează cu Huawei pentru vehicul electric inteligent. Huawei este lider în proiectarea modelelor AITO, în timp ce Seres conduce producția.
Marca AITO era deținută de Seres, dar a fost vândută către Huawei în iunie 2023.
- AITO M5 (2022-prezent), SUV de dimensiuni medii
- AITO M7 (2022-prezent), SUV full-size

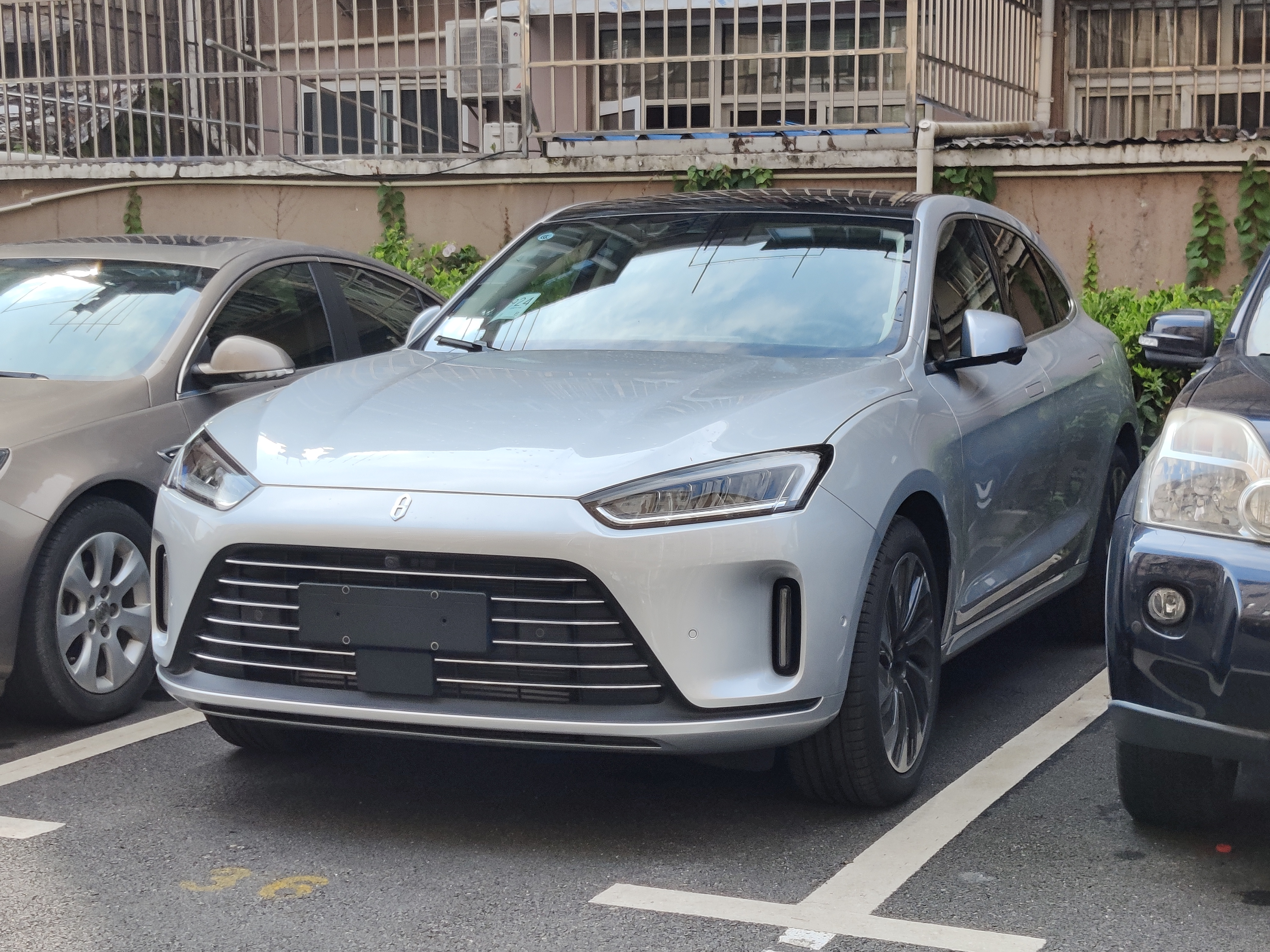
AITO M5
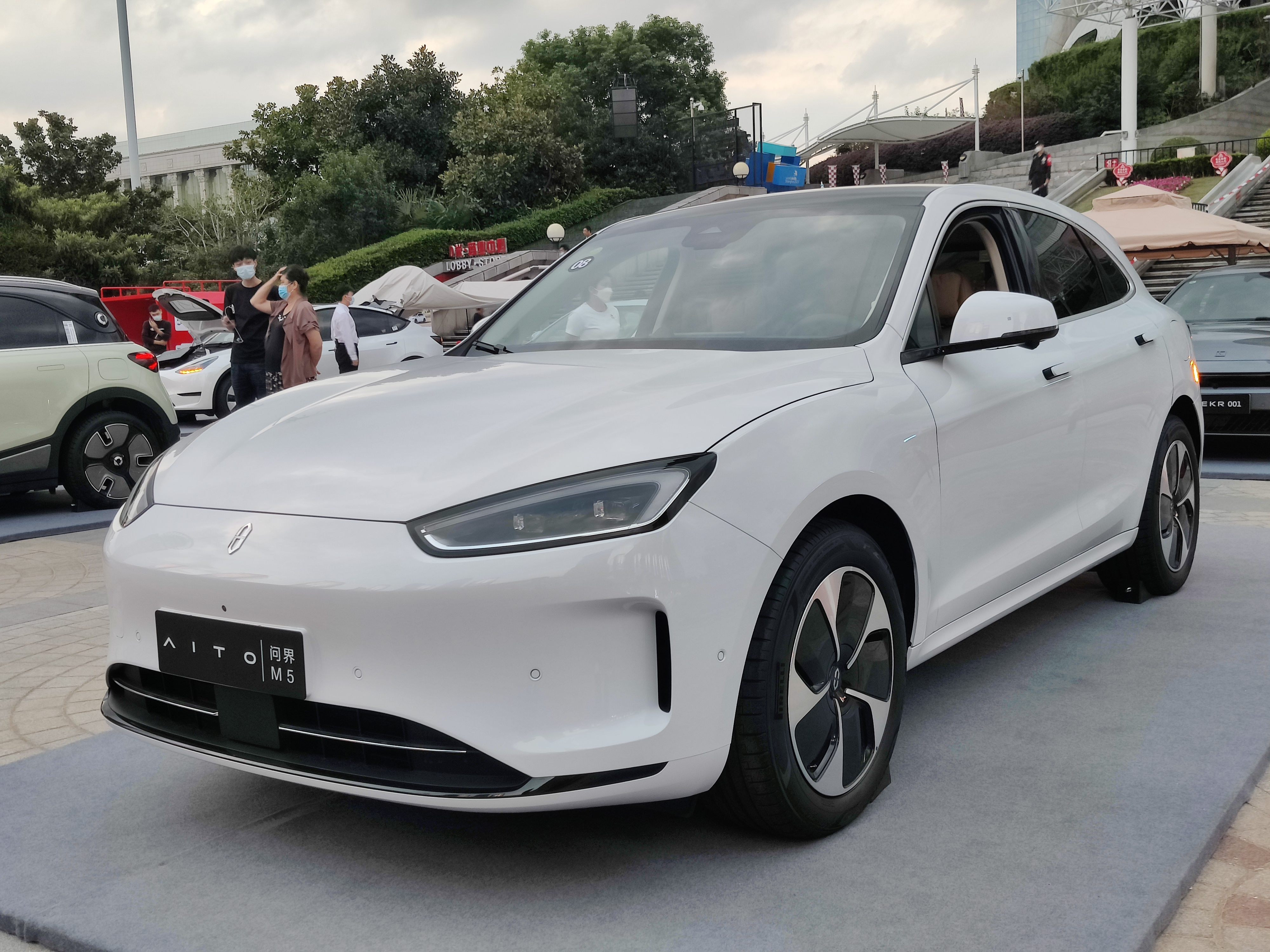
AITO M5 EV
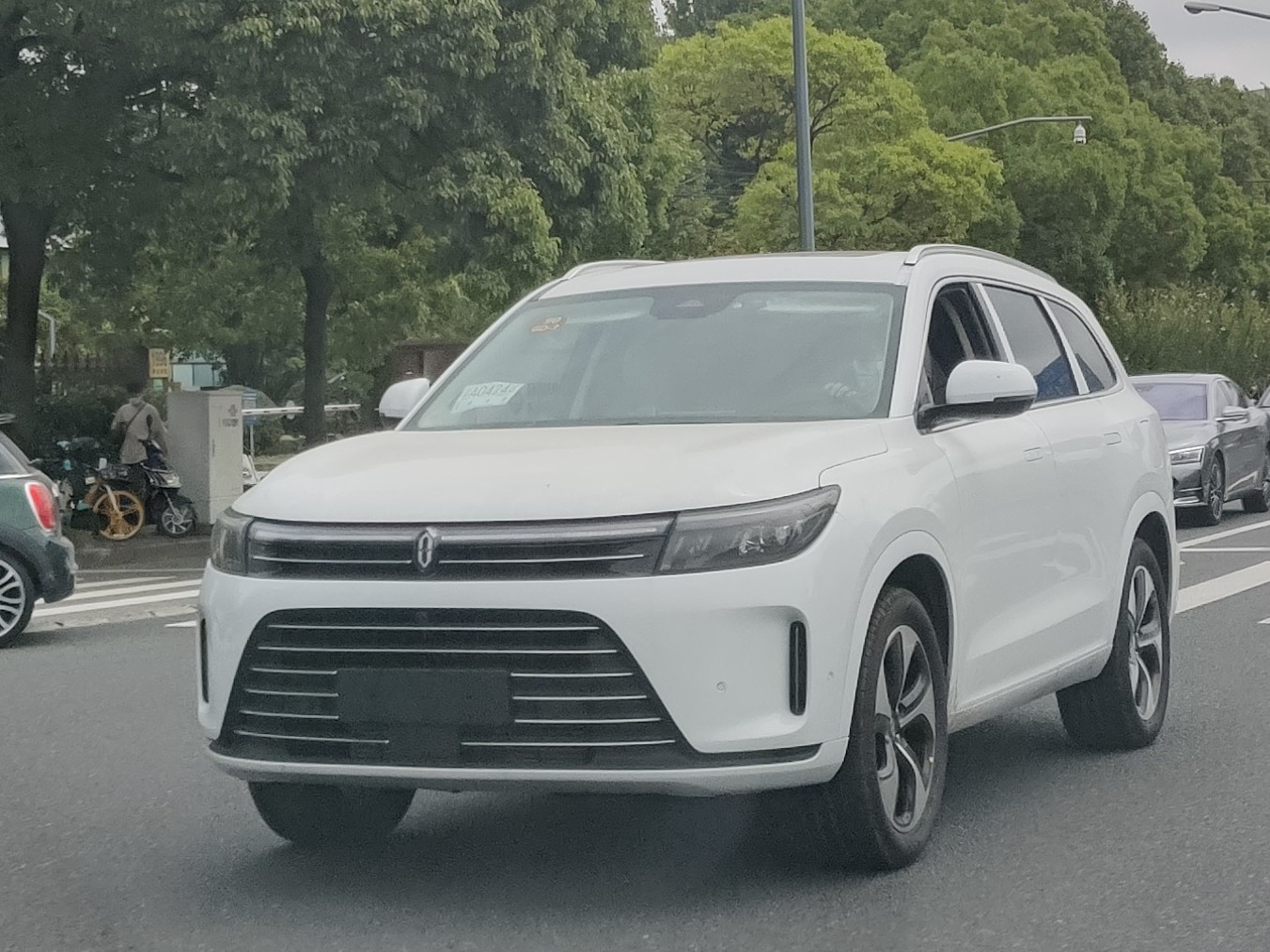
AITO M7